# Isaiah Msibi
Isaiah Msibi (geb. 15. Februar 1984) ist ein ehemaliger Mittelstreckenläufer aus Eswatini. Er vertrat Eswatini bei den Olympischen Sommerspielen 2008 in Peking und trat im Wettbewerb der Männer über 1500 m an. Msibi rannte in dem zweiten Vorlauf des Wettbewerbs, wo er den zwölften Platz errang mit einer persönlichen Bestzeit von 3:51,35 min.